# Аполлон Смірніс
Аполлон Смірніс (грец. Απόλλων Σμύρνης), повна назва Гімнастичний клуб Аполлона Смірнського (грец. Γυμναστικός Σύλλογος Απόλλων Σμύρνης) — грецький футбольний клуб з міста Афіни. Домашній стадіон — «Георгіос Камарас». Основні клубні кольори — білий та синій.
Спортивний клуб первісно заснований в Смірні 1891 року, сучасна Туреччина. Після греко-турецького обміну населенням базується в Афінах.
До 2000 року клуб піднявся до Бета-Етнікі, проте 2005 року знову вилетів у Гамма Етнікі. 2007 понижений до Дельта Етнікі, проте знову повернувся до третього дивізіону.

## Досягнення
- Бета Етнікі: 1970, 1973, 1975.
- Чемпіонат Афін: 1924, 1938, 1948, 1958.

## Відомі гравці
- Антоніс Міну
- Константінос Халкіас
- Тасос Мітропулос
- Йоргос Карагуніс
- Костас Антоніу
- Філіппос Дарлас
- Йоргос Камарас
- Теофілос Карасавідіс
- Танасіс Коліцидакіс
- Васіліс Кіріяку
- Деміс Ніколаїдіс
- Янніс Анагносту
- Елефтеріос Пупакіс
- Янніс Донтас
- Йоргос Атанасіадіс
- Міхаліс Влахос
- Аріс Красавідіс
- Костас Бацилініс
- Дімос Кавурас
- Костас Маврідіс
- Пантеліс Константінідіс
- Такіс Ікономопулос
- Сотіріс Нініс
- Микола Сигневич
- Руслан Фомін